# John Biddle (Unitarier)
John Biddle, auch John Bidle, (* 14. Januar 1615 in Wotton-under-Edge, Gloucestershire; † 22. September 1662 in London) war ein englischer Theologe und Prediger. Biddle begründete den englischen Unitarismus und wird entsprechend auch als Vater der englischen Unitarier bezeichnet.

## Leben und Werk
John Biddle studierte am Magdalen College der Universität Oxford und wurde anschließend Direktor des Crypt-Gymnasiums in Gloucester. Zu dieser Zeit vertiefte Biddle sich in das Studium der Bibel und kam zu dem Schluss, dass die Trinität unbiblisch sei. Im Jahr 1644 publizierte er die Schrift Zwölf Argumente aus der Schrift, in der öffentlich das Trinitätsdogma kritisierte. Aufgrund der damals als häretisch angesehenen antitrinitarischen Aussagen wurde er 1645 vor ein Parlamentsausschuss berufen und schließlich verhaftet. Erst ein Jahr später konnte er gegen Kaution das Gefängnis wieder verlassen. Die Veröffentlichung weiterer unitarischer Schriften brachten jedoch eine weitere parlamentarische Untersuchung. Unter dem Druck der zur Zeit des Englischen Bürgerkrieges tagenden Westminstersynode drohte ihm die Todesstrafe. Insbesondere John Owen attackierte ihn. Doch einflussreiche Freunde ermöglichten es Biddle, bis 1652 in Staffordshire unter Aufsicht relativ frei zu leben. Unterstützung fand Biddle unter anderem in Henry Vane, der sich im House of Commons für ihn aussprach. Unterstützend wirkte auch die Schrift England’s New-Chaines, mit der sich die Levellers 1649 für Meinungsfreiheit aussprachen. Im Jahr 1652 wurde er erneut für kurze Zeit verhaftet und erst nach Erlass eines Amnestiegesetzes, dem Act of Oblivion von 1652, wieder entlassen.
Nach seiner Freilassung begann Biddle schließlich unter dem Schutz Oliver Cromwells eine unitarische Gemeinde zu etablieren und sonntägliche Gottesdienste abzuhalten. Die Gruppe um Biddle wurde als Unitarier, Sozzinianer oder auch als Bidllenianer (Biddellians) bezeichnet. Nachdem Biddle 1653 Samuel Przypkowskis Biografie über Fausto Sozzini aus dem Lateinischen ins Englische übersetzt und 1654 zwei unitarische Katechismen verfasst hatte, wurde er im Dezember 1654 erneut vor das Parlament geladen und verhaftet. Seine Katechismusen wurde öffentlich verbrannt. Im Oktober 1655 exilierte ihn Cromwell schließlich auf die kornischen Scilly Isles, außerhalb der juristischen Zuständigkeit des englischen Parlaments. Nach seiner Rückkehr nach London im Jahr 1662 wirkte er wieder als unitarischer Prediger, wurde jedoch abermals verhaftet und starb im September des gleichen Jahres im Gefängnis in London.

## Theologie
John Biddle ist vor allem als Begründer des englischen Unitarismus bekannt geworden. Theologisch stand er dem Sozinianismus nahe. Biddle negierte die Trinität, die Präexistenz Christi und die Vorstellung einer Erbsünde.